# 沈果孙
沈果孙（1942年11月19日—），中国围棋职业七段棋手和记者，江苏省常熟市人，出身书香门第，后来加入山西围棋队。1982年定为七段，是中国首批获得段位的十名棋手之一。
1962年获得全国围棋个人赛男子第五名，1964年获第三名。
1973年在中日围棋对抗赛上，沈果孙执白中盘战胜当时日本顶尖棋手坂田荣男九段，成为第一位战胜日本围棋现任冠军的国内棋手。
1982年被授予七段。在20世纪80年代初因故离开国家队后，沈果孙曾担任中国体育报社《棋牌周报》的主任记者，他的《围棋基本定式》、《围棋常型百例》、《棋理与要诀》、《围棋的正着与俗手》、《围棋定式以后》等十多本围棋著作，发行量超过100万册，在广大棋迷中有很好的口碑。后长期从事围棋教育工作。学生包括邵震中九段、江铸久九段、周逵三段、彭立峣三段、付冲二段、赵威6段、曾扬杰6段等围棋高手。2006年10月在徐州开办沈果孙围棋道场。 
近来为了让现役国手摆脱“恐韩症”，他把自己多年来研究中韩对局的成果结集，写成了《围棋的道与魔》。